# Vegyes 4 × 100 méteres gyorsúszás a 2015. évi nyári európai ifjúsági olimpiai fesztiválon
A 2015. évi nyári európai ifjúsági olimpiai fesztiválon az úszás vegyes 4 × 100 méteres gyorsúszás versenyeit július 30.-án rendezték a Tbilisziben.

## Rekordok
A versenyt megelőzően a következő rekordok voltak érvényben:
| EYOF rekord | Oroszország | 3:37,38 | Utrecht, Hollandia | 2013. |

## Előfutamok
Az összesített eredmények alapján a legjobb időeredménnyel rendelkező 8 csapat jutott a döntőbe.
| H  | Nemzet             | Versenyzők                                                                                   | E       | Mj |
| -- | ------------------ | -------------------------------------------------------------------------------------------- | ------- | -- |
| 1  | Spanyolország      | Alex Ramos Fernandez Cesar Castro Valle Andrea Feng Prades Rodriguez Nadia Gonzalez Oliveira | 3:40.76 | Q  |
| 2  | Olaszország        | Luca Chirico Giulia Borra Alberto Razzetti Annachiara Mascolo                                | 3:42.06 | Q  |
| 3  | Oroszország        | Pavel Tatarenko Kliment Kolesnikov Marianna Bobrova Katarina Milutinovich                    | 3:42.43 | Q  |
| 4  | Belgium            | Timon Swillen Alexandre Charles Marcourt Camille Amber Bouden Jade Anneke Smits              | 3:43.03 | Q  |
| 5  | Hollandia          | Jens Krijgsman Claire Verkijk Storm Willemsen Nyls Korstanje                                 | 3:43.67 | Q  |
| 6  | Egyesült Királyság | Elliot Lewis Clogg Rebecca Mia Sutton Athena Ming Clayson Scott Alexander McLay              | 3:43.68 | Q  |
| 7  | Törökország        | Defne Kurt Uemitcan Gueres Gizem Guvenc Serhat Kaan Asik                                     | 3:44.29 | Q  |
| 8  | Németország        | Daniel Pinneker Sarah Wendt Emily Charlotte Feldvoss Josha Salchow                           | 3:44.85 | Q  |
| 9  | Norvégia           | Truls Wigdel Tomoe Zenimoto Hvas Malene Rypestoel Synne Hovden Eidheim                       | 3:45.57 |    |
| 10 | Románia            | Andrei Rusen Jasminne Anne Marie Ivan Ionut Radu Ana Iulia Dascal                            | 3:47.16 |    |
| 11 | Írország           | Jack McMillan McMillan Robert Powell Rebecca Reid Antoinette Neamt                           | 3:48.61 |    |
| 12 | Horvátország       | Kristofer Marijan Rogic Karla Kvesic Lucija Sulenta Ivan Filipovic                           | 3:49.11 |    |
| 13 | Finnország         | Sini Silvennoinen Joni Aaltonen Otto Rannikko Vilma Oura                                     | 3:49.55 |    |
| 14 | Lengyelország      | Kornelia Fiedkiewicz Bartosz Robert Piszczorowicz Zofia Katarzyna Wozniak Karol Ostrowski    | 3:49.94 |    |
| 15 | Csehország         | Katerina Matoskova Jakub Karl Tereza Polcarova David Noll                                    | 3:50.25 |    |
| 16 | Svájc              | Alex Akachim Ogbonna Kai Eric Riemenschneider Adriana Bassi Sharon Laura Marcoli Marcoli     | 3:50.35 |    |
| 17 | Ausztria           | Mila Dragovic Alexander Trampitsch Marlene Kahler Felix Nussbaumer                           | 3:50.39 |    |
| 18 | Portugália         | Jose Henriques Luz Antonio Manuel Mendes Ana Margarida Guedes Sara Sofia Alves               | 3:52.77 |    |
| 19 | Svédország         | Joseph Zlotnick Nils Albin Daniel Lovgren Tova Marta Olsson Kamelia Gradinarska              | 3:52.80 |    |
| 20 | Bulgária           | Petar Bozhilov Lyubomir Epitropov Sofia Ivanova Denitsa Georgieva                            | 3:54.16 |    |
| 21 | Fehéroroszország   | Mikhail Straitseleu Mikita Puzevich Karyna Ferapontava Alena Halubkina                       | 3:54.19 |    |
| 22 | Észtország         | Marko-Matteus Langel Janter Suun Ilona Maide Sarah Hurden                                    | 3:54.65 |    |
| 23 | Grúzia             | Irakli Kvaratskhelia Mariam Imnadze Meri Mumladze Saba Mdivani                               | 3:56.01 |    |
| 24 | Lettország         | Leons Leonards Baldins Marija Goberga Kristiana Maskava Vladimirs Sinkus                     | 3:59.54 |    |
| 25 | Monaco             | Theo Chiabaut Dorian Viora Claudia Verdino Marine Le Berrigaud                               | 4:09.64 |    |

## Döntő
| H     | Név                | Nemzet                                                                                       | E       | Mj |
| ----- | ------------------ | -------------------------------------------------------------------------------------------- | ------- | -- |
| Arany | Spanyolország      | Cesar Castro Valle Alex Ramos Fernandez Andrea Feng Prades Rodriguez Nadia Gonzalez Oliveira | 3:38.28 |    |
| Ezüst | Németország        | Daniel Pinneker Laura Maialen Lydia Rohrbach Yara Sophie Hierath Johannes Hintze             | 3:38.41 |    |
| Bronz | Oroszország        | Ivan Girev Kliment Kolesnikov Katarina Milutinovich Iuliia Filippova                         | 3:39.25 |    |
| 4     | Hollandia          | Jens Krijgsman Loulou Janssen Claire Verkijk Nyls Korstanje                                  | 3:39.93 |    |
| 5     | Olaszország        | Luca Chirico Giulia Borra Alberto Razzetti Annachiara Mascolo                                | 3:40.93 |    |
| 6     | Belgium            | Timon Swillen Alexandre Charles Marcourt Camille Amber Bouden Jade Anneke Smits              | 3:42.10 |    |
| 7     | Egyesült Királyság | Elliot Lewis Clogg Scott Alexander McLay Athena Ming Clayson Rebecca Mia Sutton              | 3:43.60 |    |
| 8     | Törökország        | Serhat Kaan Asik Defne Kurt Uemitcan Gueres Gizem Guvenc                                     | 3:43.97 |    |